# Força de Libertação do Calistão

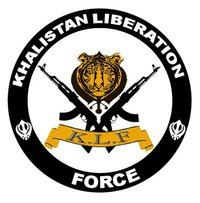

A Força de Libertação do Calistão (em inglês:  Khalistan Liberation Force, KLF) é um grupo militante que faz parte de um movimento para criar uma pátria sikh chamada Khalistan através da luta armada. A organização parece ter sido uma associação frouxa de grupos dispersos. 

## Financiamento
Com base nas informações obtidas no interrogatório de três militantes pró-Khalistan presos em 4 de agosto de 2014, revelou que o financiamento da organização vem do Reino Unido, Malásia, Espanha e Canadá. 

## Banimento
Em 26 de dezembro de 2018, o Ministério de Assuntos Internos do Governo da Índia emitiu uma notificação para proibir a Força de Libertação do Khalistan como uma organização banida sob a Lei (de Prevenção) de Atividades Ilícitas. 